# Territorialabtei Nossa Senhora do Monserrate do Rio de Janeiro
Die Territorialabtei Nossa Senhora do Monserrate do Rio de Janeiro (lat.: Territorialis Abbatia Beatae Mariae Virginis de Monteserrato Fluminis Ianuarii) war eine in Brasilien gelegene römisch-katholische Territorialabtei mit Sitz in Rio de Janeiro. Sie wurde als Jurisdiktion 2003 aufgelöst; die Benediktinerabtei selbst (Mosteiro São Bento do Rio de Janeiro) besteht weiterhin.

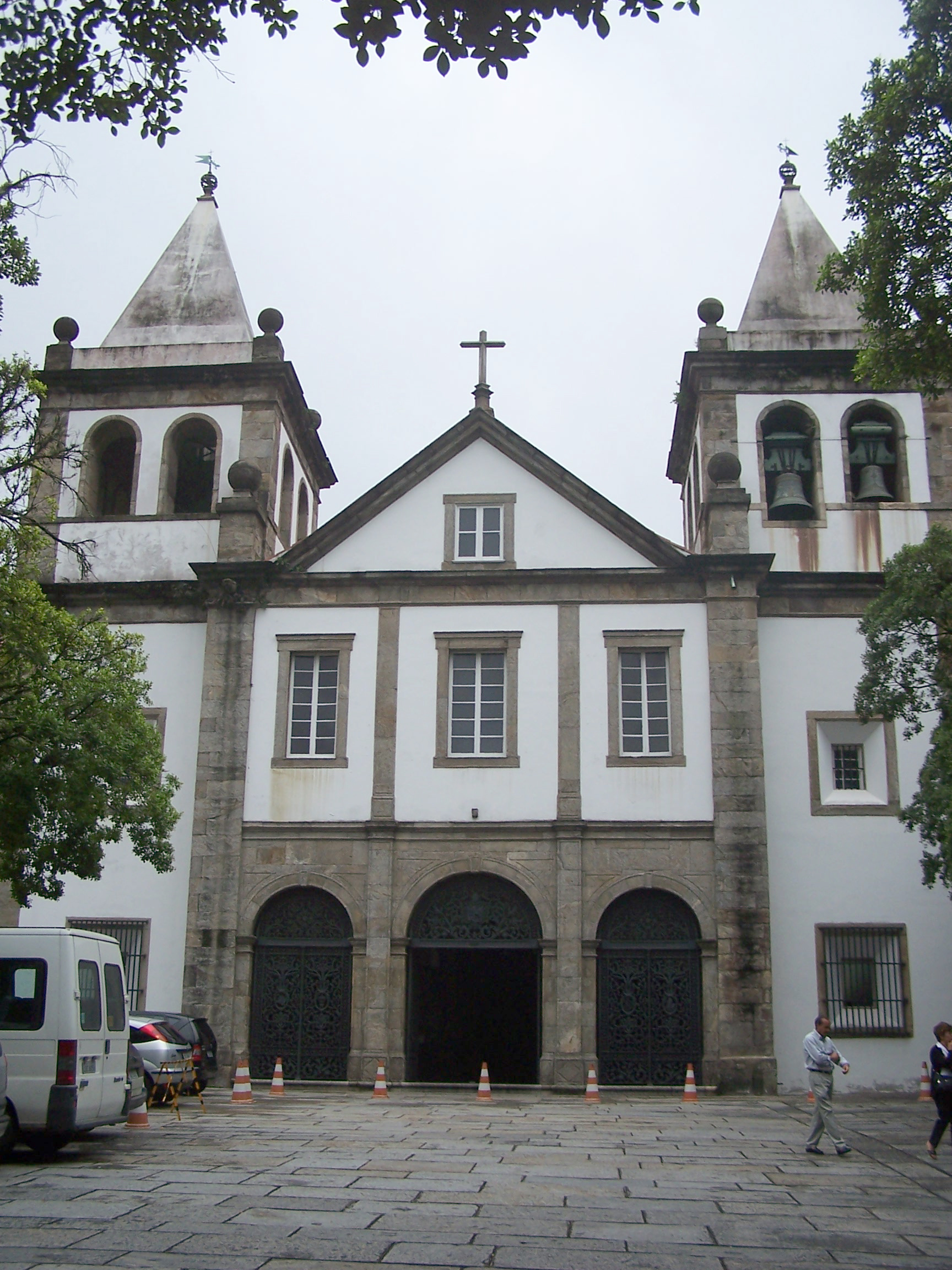
Das Kloster São Bento in Rio de Janeiro

## Geschichte
Das Kloster Nossa Senhora do Monserrate wurde 1570 in Rio de Janeiro gegründet.
Die Territorialabtei Nossa Senhora do Monserrate do Rio de Janeiro wurde am 15. August 1907 durch die Konsistorialkongregation mit dem Dekret E Brasilianae Reipublicae aus Gebietsabtretungen des Bistums Amazonas und des Erzbistums São Sebastião do Rio de Janeiro errichtet. Sie wurde dem Erzbistum São Sebastião do Rio de Janeiro als Suffragan unterstellt. Am 21. April 1934 wurde die Territorialabtei Nossa Senhora do Monserrate do Rio de Janeiro aufgelöst und das Territorium wurde dem Erzbistum São Sebastião do Rio de Janeiro angegliedert.
Am 19. Mai 1948 wurde die Territorialabtei durch Papst Pius XII. mit der Apostolischen Konstitution Decessor Noster aus Gebietsabtretungen des Erzbistums São Sebastião do Rio de Janeiro erneut errichtet. Die Territorialabtei Nossa Senhora do Monserrate do Rio de Janeiro wurde am 6. Mai 2003 durch die Kongregation für die Bischöfe mit dem Dekret Iuxta normas aufgelöst und das Territorium wurde dem Erzbistum São Sebastião do Rio de Janeiro angegliedert.
Die Territorialabtei Nossa Senhora do Monserrate do Rio de Janeiro war 1 km² groß. Im Jahre 2002 lebten im Gebiet der Territorialabtei Nossa Senhora do Monserrate do Rio de Janeiro 87 Katholiken. Die Territorialabtei hatte eine Pfarrei und 24 Priester. 

## Äbte der Territorialabtei Nossa Senhora do Monserrate do Rio de Janeiro
- Geraldo Van Caloen OSB, 1907–1915
- Peter Eggerath OSB, 1915–1929
- Martinho Michler OSB, 1948–1969
- Inácio Barbosa Accioly OSB, 1969–1992
- José Palmeiro Mendes OSB, 1992–2003

## Äbte der Benediktinerabtei (nach 2003)
- Roberto Lopes OSB, 2004–2010
- Filipe da Silva OSB, 2012–